# Santa Maria Assunta dei Pignatelli
Santa Maria Assunta dei Pignatelli je dekonsekrirana rimokatolička crkva koja se nalazi na kraju Via Nilo (gdje presijeca Piazzetu Nilo i ulazi u Via Giovanni Paladino) u Napulju, regija Kampanija, Italija. Na malom trgu ispred crkve nalazi se starorimski kip boga Nila.

## Povijest
Crkvu je u 14. stoljeću prvo sagradila obitelj Pignatelli iz Toritta kao privatnu kapelu pripojenu njihovoj Palazzo Pignatelli di Toritto . Ova rana crkva pripisuje se arhitektu Andrei Ciccioneu.
Crkva je rekonstruirana i proširena 1477. i ponovno 1736. godine. Unutrašnjost je freskama oslikao Fedele Fischetti u drugoj polovici 18. stoljeća. Naslikao je i Veliku Gospu na glavnom oltaru. Lijevo od oltara nalazi se renesansna grobnica Carla Pignatellija koju je izradio Angelo Aniello Fiore. S desne strane oltara nekoć je stajala slika Bartolomèa Ordoneza, koja se sada nalazi u muzeju Capodimonte. Crkvi je potrebna obnova.
Dvije su kapelice obnovljene u lipnju 2018. Kapela Carla Pignatellija, koju je projektirao Malvito 1506.-1507., i kapela Caterine Pignatelli, koju je projektirao Diego de Silóe im 1513.-14. Obje su kapele barokizirane.